# 斜帶裸背電鰻
斜帶裸背電鰻，為輻鰭魚綱電鰻目裸背電鰻科的其中一種，為熱帶淡水魚，分布於南美洲秘魯及巴西亞馬遜河流域，體長可達23.5公分，棲息在氾濫沼澤、沉積物豐富的底中層水域，以小魚、昆蟲等為食，生活習性不明。

## 扩展阅读
維基物種上的相關：斜帶裸背電鰻